# カーニバルだよ、ちはる組
カーニバルだよ、ちはる組（カーニバルだよ、ちはるぐみ）とは、1998年4月から2000年4月まで東海ラジオで放送されていたラジオ番組。
東海ラジオ制作で、FM-FUJI、KBS京都でも放送された。
FM-FUJIでは、「CARNIVALだよ CHIHARU-GUMI」と表記された。

## パーソナリティ
- 手塚ちはる
- 平田宏美 - アシスタント。1999年3月まで。
- 釘宮理恵 - アシスタント。1999年4月から。

## エピソード
- 第1回放送ではアシスタントの平田が緊張しすぎで、自分の名前すら言えないほどであった。
- 上記の事情などで、番組序盤は常に滑舌が安定していない状態でしゃべっていたため、相方やリスナーからは「出川」（出川哲朗）とあだ名をつけられ呼ばれることになってしまった。
- 1998年7月6日からは、後時間番組「石黒寛です。みんな元気か!」（24:30〜25:00）に手塚が参加した。
- 1999年10月より、東海ラジオでは月曜の夜9時台に移動、「リップスパーティー21JP」スタートに伴う。